# Conquête de la Corse (1553)
Guerres austro-turques 
 Dixième guerre d'Italie
Batailles
- Tripoli (9 août - 15 août 1551)
- Mirandola (en) (juillet 1551 - mars 1552)
- Ponza (5 août 1552)
- Metz (octobre 1552 - janvier 1553)
- Corse (1553 - 1559)
- Marciano (2 août 1554)
- Renty (12 août 1554)

La conquête de la Corse de 1553 réalisée pour le compte de la France, eut lieu lorsque les forces françaises, alliées aux ottomans et exilés corses, s'emparèrent de l'île de Corse aux dépens des Génois.
L'île administrée depuis 1453 par l'office de Saint Georges avait une importance stratégique considérable dans le bassin méditerranéen, étant au cœur du réseau de communication des Habsbourg, et servant d'escale pour les petits bateaux naviguant entre l'Espagne et l'Italie; elle était vitale pour le Saint-Empire germanique.

## Contexte
Le roi de France Henri II, avait entamé une guerre majeure avec l'empereur Charles Quint en 1551, débutant la guerre italienne de 1551-1559. À la recherche d'alliés, Henri II, poursuivant la politique d'alliance franco-ottomane de son père François Ier, a scellé un traité avec Soliman le Magnifique afin de lutter contre les Habsbourg en Méditerranée.
Les Ottomans, accompagnés par l'ambassadeur de France, Gabriel de Luetz d'Aramon, avaient déjà vaincu une flotte génoise commandée par Andrea Doria lors de la bataille de Ponza en 1552. Le 1er février 1553, un nouveau traité d'alliance franco-ottoman impliquant une collaboration navale contre les Habsbourg, était signé entre la France et l'Empire ottoman.

## Opérations

### Campagne d'été (1553)

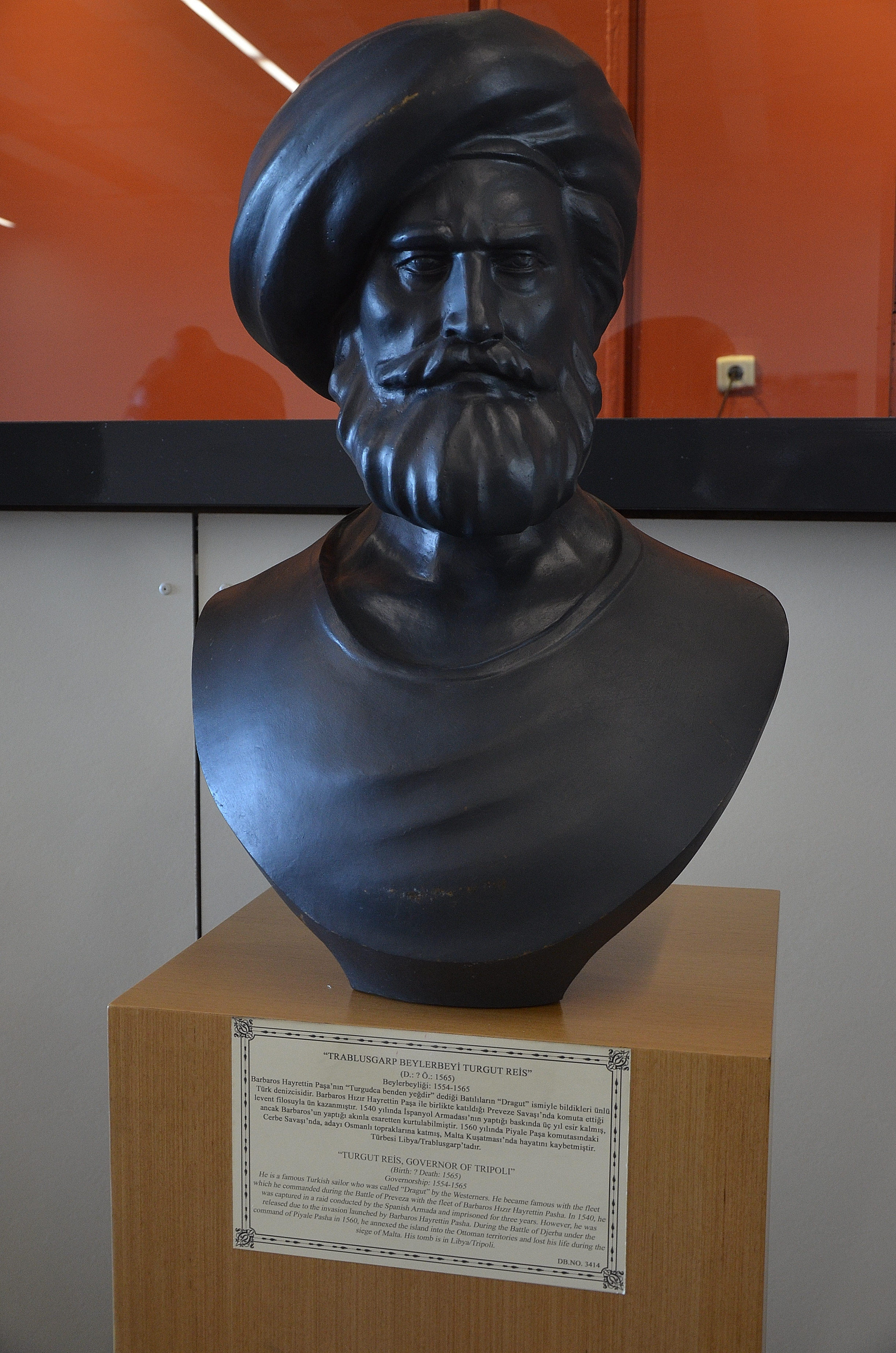
Turgut Reis, commandant des forces ottomanes.

Les escadres des amiraux ottomans Dragut, et Koca Sinan, combinées avec un escadron français sous la direction du Baron Paul de La Barte, ont razzié les côtes de Naples, de Sicile, d'Elbe, puis de Corse,. 
L'île de Corse était  alors occupée par les Génois.
La flotte ottomane a soutenu les Français en convoyant les troupes françaises de Parme sous la direction du maréchal Paul de Thermes, de Maremme jusqu'en Corse. Les Français ont également été soutenus par des exilés corses menés par Sampiero Corso et Giordano Orsini (francisé en "Jourdan des Ursins") dans cette aventure. L'invasion n'avait pas encore été explicitement approuvée par le roi de France. Bastia a été prise le 24 août 1553 et Paulin de la Garde est arrivé devant Saint-Florent le 26 août. Bonifacio a été prise en septembre. Avec seulement Calvi à capturer, les Ottomans, chargés de butin, ont décidé de quitter le blocus fin septembre et de retourner à Constantinople.
Les Français ont réussi à prendre de fortes positions sur l'île et l'ont finalement occupée presque complètement à la fin de l'été, au grand dam de Cosme de Medicis et de la Papauté. 
La flotte ottomane étant partie durant l'hiver et la flotte française rentrée à Marseille, la défense de la Corse fut  rapidement menacée car seulement 5 000 anciens soldats étaient restés sur l'île, avec les insurgés corses.

### Contre-attaque génoise (1553-1554)
Henri II commença les négociations avec Gênes en novembre, mais Gênes avait déjà envoyé une troupe de 15 000 hommes ainsi que l'équipage d'Andrea Doria, et ils commencèrent la longue reconquête de l’île avec le siège de Saint-Florent. Un équipage ottoman commandé par Dragut est arrivé en Corse, mais était trop en retard. Ils ont seulement accosté sur Naples avant de retourner à Constantinople. La France a obtenu la coopération de galiotes venant d'Alger.

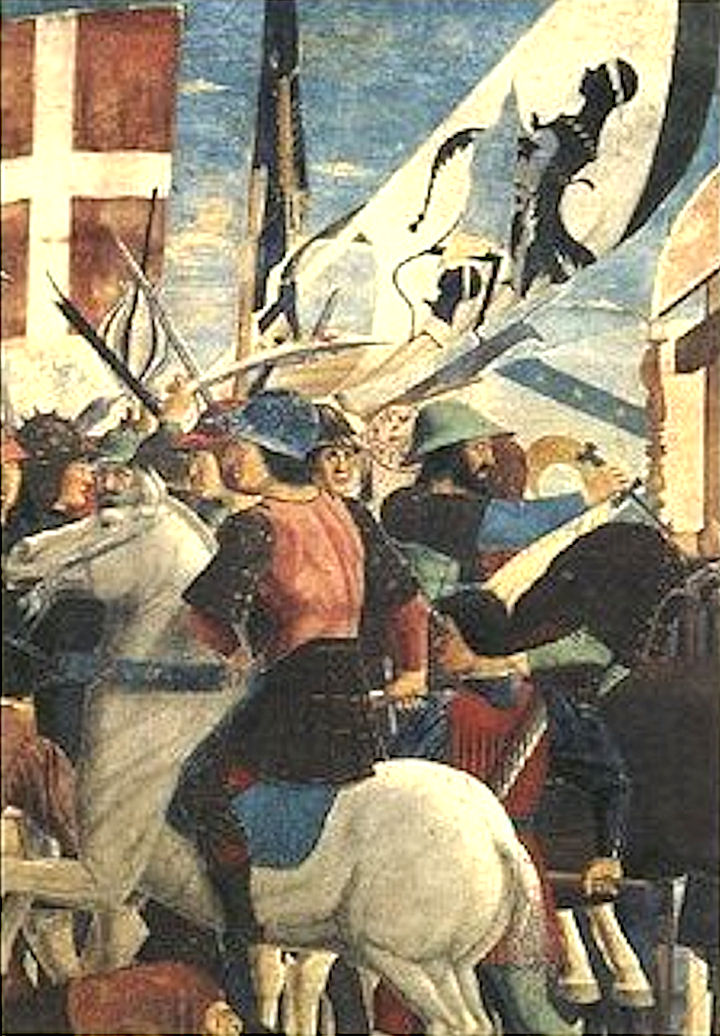
Bataille des Corses avec les Génois.

### Opérations franco-turques (1555-58)
En 1555, les Français avaient été expulsés de la plupart des villes côtières, ainsi que Doria vers l'Ouest, mais de nombreuses zones restaient sous contrôle français. En 1555, Jourdan des Ursins a remplacé Thermes et a été nommé « Gouverneur et lieutenant général du roi sur l'île de Corse ».
Afin de plaider à l'envoi d'une flotte, Michel de Codignac, l'ambassadeur de la porte ottomane, se rendit au quartier général ottoman en Perse, où se déroulait la guerre turco-persane (1532-1555) contre l'Empire séfévide. La flotte turque ne s'est maintenue en Corse que pendant le siège de Calvi où elle a peu contribué. La même inactivité a eu lieu pendant le siège de Bastia, qui a été reprise par les Génois. Une flotte turque envoyée à l'aide a été gravement atteinte par la peste. Une autre flotte ottomane a été envoyée en Méditerranée en 1558 pour soutenir stratégiquement la France, mais la flotte a été retardée, peut-être en raison de l'échec du commandant Dragut à honorer les ordres de Soliman. La flotte ottomane a mené une invasion des îles Baléares à la place. Soliman s'en excusera dans une lettre à Henri à la fin de l'année 1558,. 

### Fin de la guerre
Par le second traité de Cateau-Cambrésis, le 3 avril 1559, les Français rendirent la Corse aux Génois.
L'image ci-contre n'illustre pas une bataille entre les Corses et les Génois. Il s'agit d'une fresque datée de 1460 de Piero Della Francesca, représentant la Bataille entre Héraclius et Chosroes, œuvre que l’on peut voir dans la chapelle principale de l’église Saint-François d’Arezzo.

## Galerie

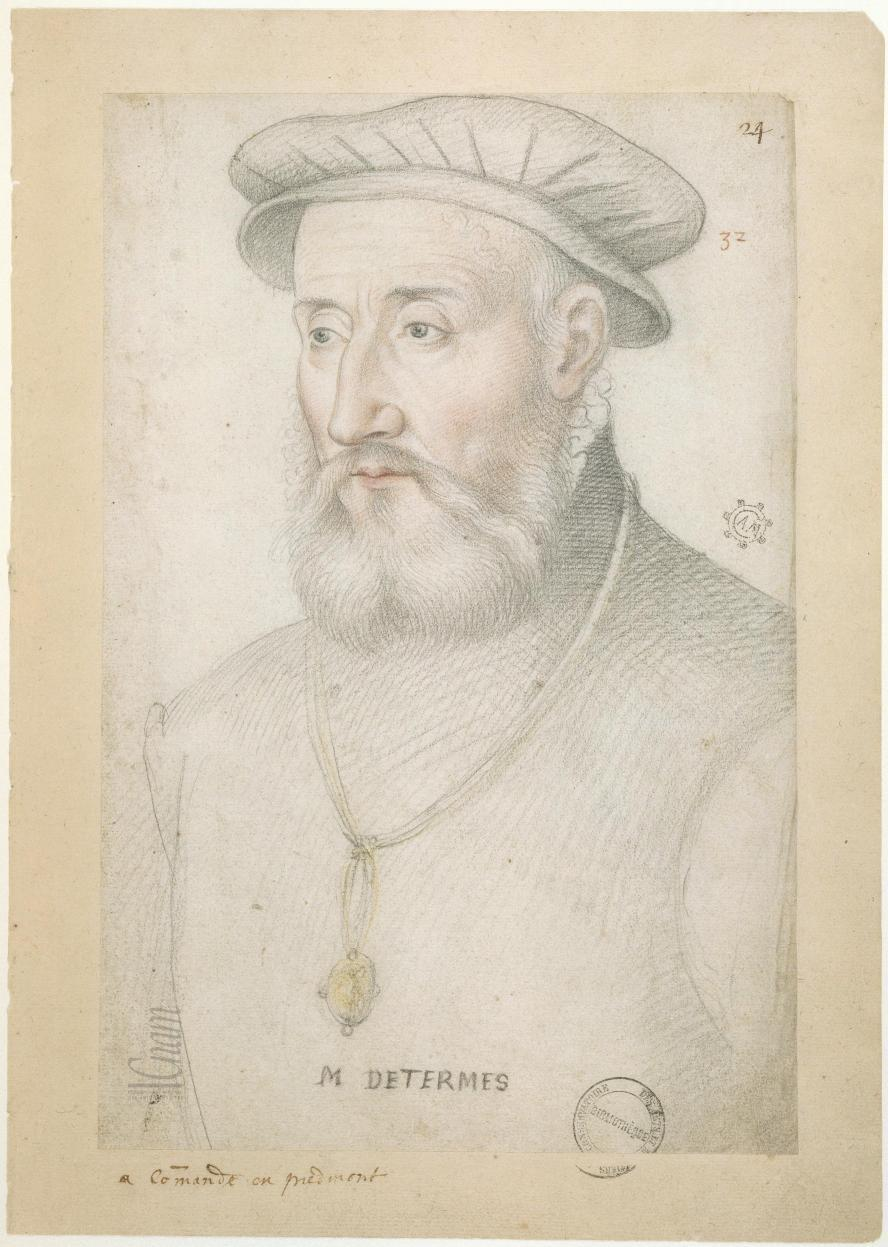
Paul de La Barthe de Thermes, commandant des forces françaises.
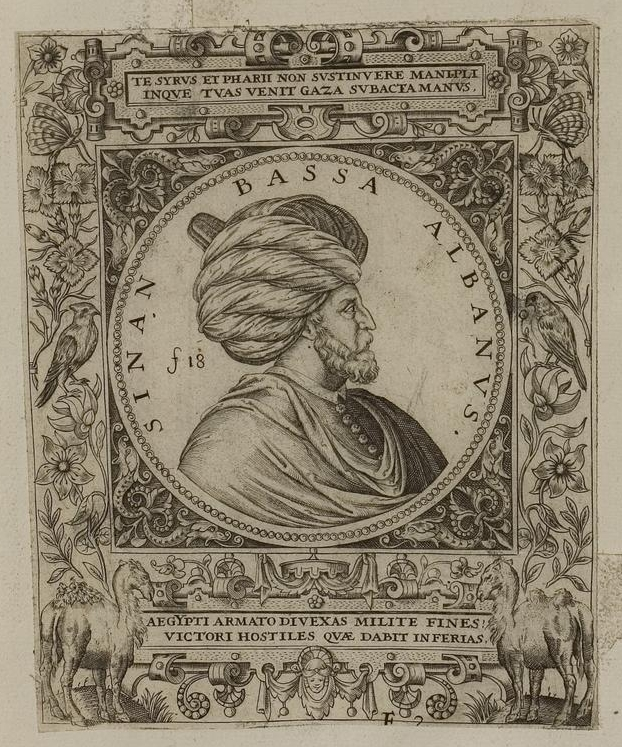
Koca Sinan Pacha, commandant des forces ottomanes.
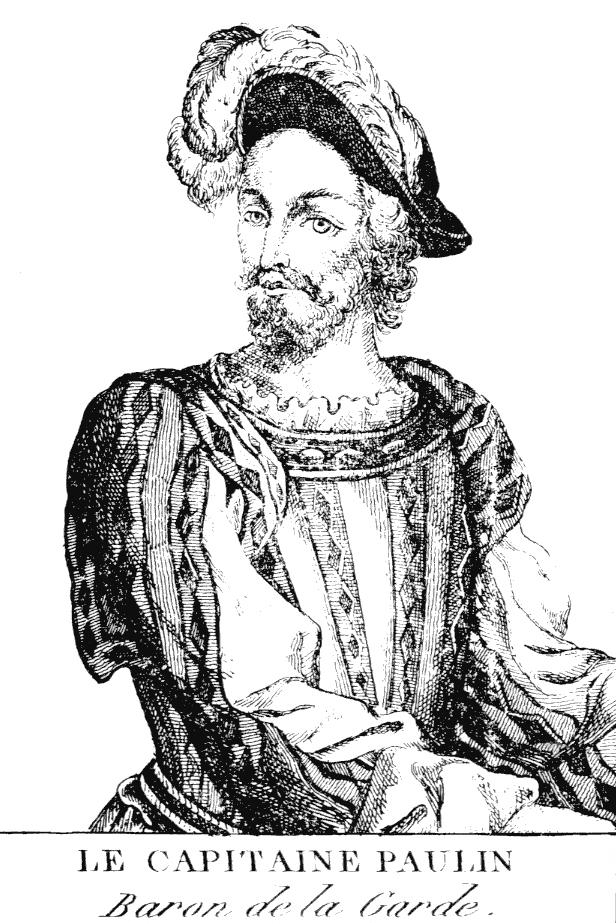
Paulin de La Garde, amiral de la flotte française.
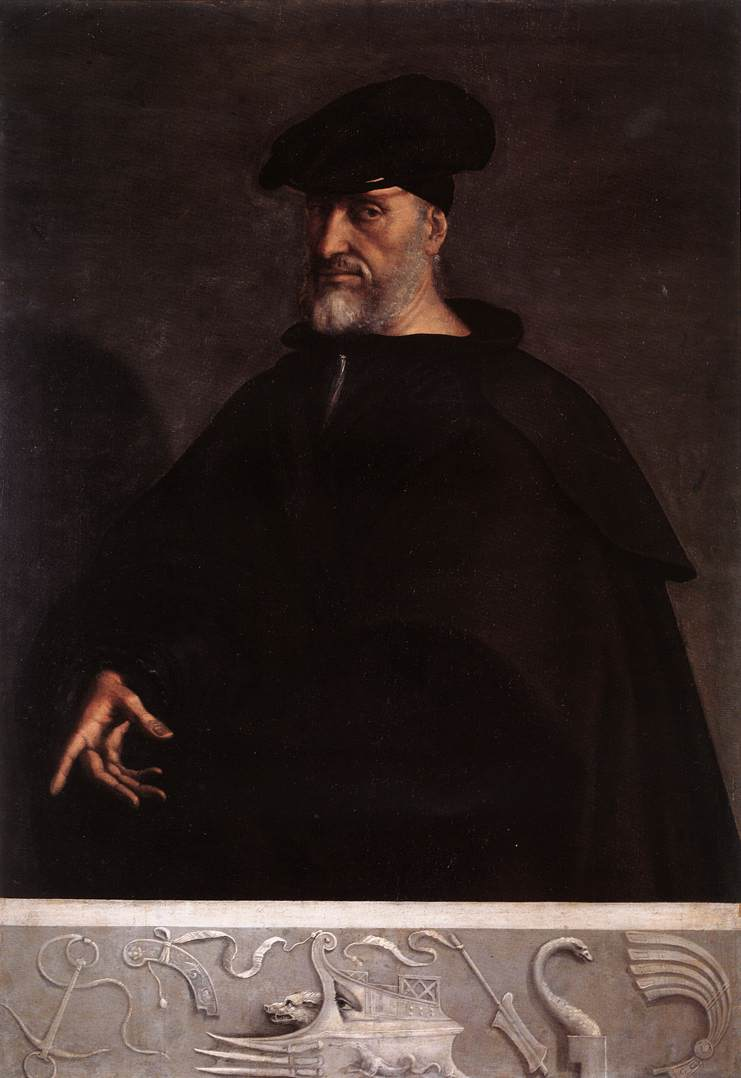
Andrea Doria, commandant des forces génoises.
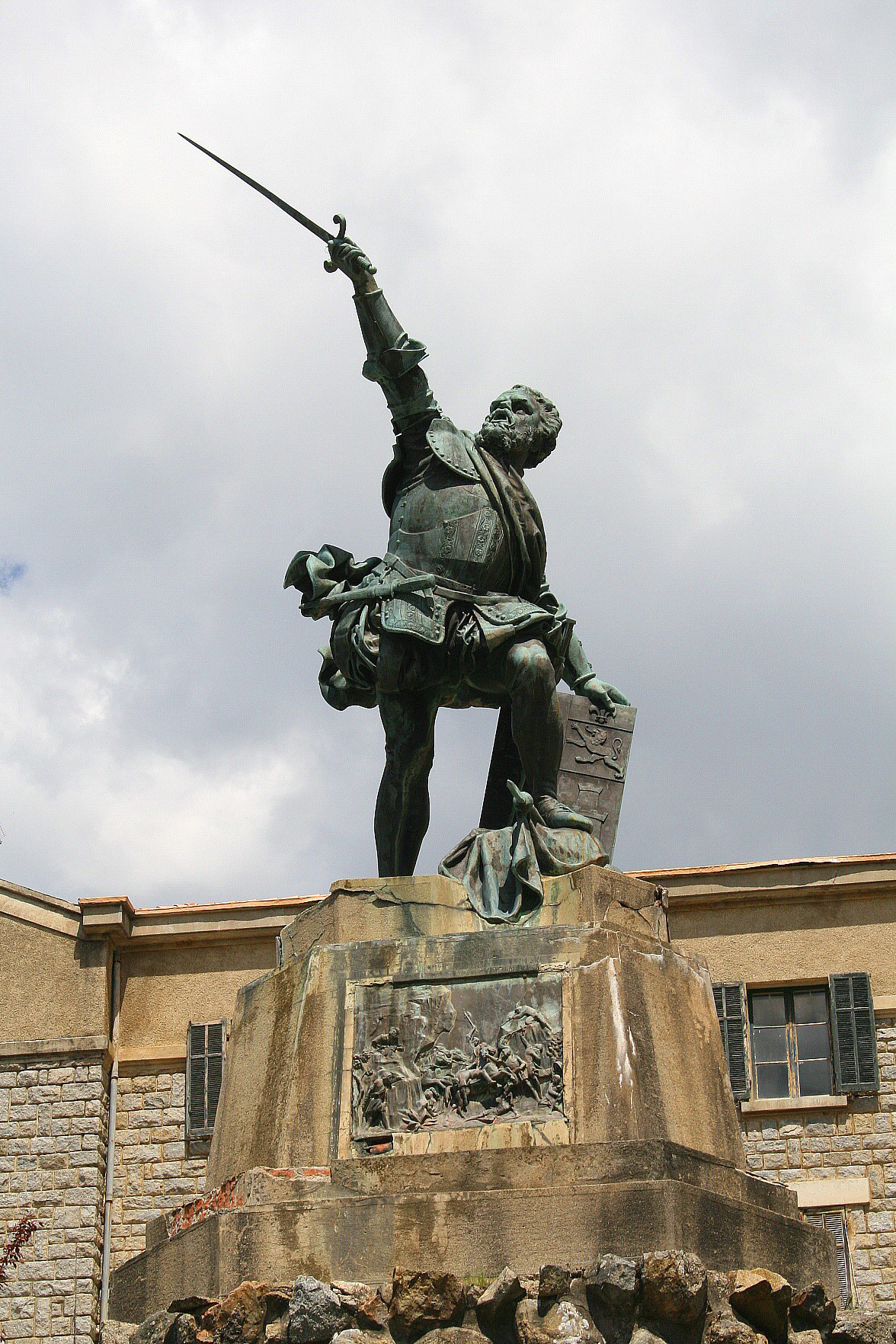
Statue de Sampiero Corso à Bastelica. Il s'est allié avec les Français et les Ottomans pour occuper la Corse.